# Giennadij Kuźmin
Giennadij Kuźmin, ros. Геннадий Павлович Кузьмин (ur. 19 stycznia 1946, zm. 28 lutego 2020) – ukraiński szachista, arcymistrz od 1973 roku.

## Kariera szachowa
W latach 70. należał do szerokiej czołówki radzieckich szachistów. Wielokrotnie startował w mistrzostwach ZSRR, najlepszy wynik notując w roku 1972 w Baku, gdzie zajął III miejsce (za Michaiłem Talem i Władimirem Tukmakowem). Dwukrotnie wystąpił w turniejach międzystrefowych (eliminacjach mistrzostw świata), w roku 1973 w Leningradzie zajmując VII, natomiast w 1979 w Rydze – VIII miejsce. Trzeci raz do turnieju międzystrefowego zakwalifikował się w roku 1976, ale decyzją radzieckiej federacji szachowej jego miejsce w Biel/Bienne otrzymał Wasilij Smysłow. W 1973 wystąpił w zespole ZSRR na drużynowych mistrzostwach Europy w Bath, zdobywając drużynowy złoty medal, zaś w 1974 reprezentował barwy tego kraju na szachowej olimpiadzie w Nicei i zdobył dwa medale: złoty wraz z drużyną oraz brązowy za indywidualny wynik na VI szachownicy.
Odniósł wiele indywidualnych sukcesów w turniejach międzynarodowych, zwyciężając bądź dzieląc I miejsca m.in. w Hastings (1973/74), Reggio Emilii (1976/77), Baku (1977), Tallinnie (1979), Kladowie (1980), Dortmundzie (1981), Bangalore (1981), Berlinie (turniej Berliner Sommer, 1994), Cappelle-la-Grande (1994) oraz Ałuszcie (1994). Dwukrotnie wystąpił w Polanicy-Zdroju w memoriałach Akiby Rubinsteina, za każdym razem zajmując II miejsca (w roku 1977 za Vlastimilem Hortem, natomiast w 1984 – za Giennadijem Zajczikiem).
Trzykrotnie (w latach 1969, 1989 i 1999) podzielił I miejsca w mistrzostwach Ukrainy. Oprócz tego, w roku 2003 zdobył srebrny medal w mistrzostwach rozegranych w Symferopolu.
Najwyższy ranking w karierze osiągnął 1 maja 1974 r., z wynikiem 2600 punktów dzielił wówczas 15–18. miejsce na światowej liście FIDE, jednocześnie dzieląc 8-9. miejsce wśród radzieckich szachistów.